# Andun
Andun (kinesiska: 安墩) är en köping i sydöstra Kina. Den ligger i Huidong härad i staden Huizhou i provinsen Guangdong, omkring 180 kilometer öster om provinshuvudstaden Guangzhou. Antalet invånare är 36 297. Befolkningen består av 17 955 kvinnor och 18 342 män. Barn under 15 år utgör 23,0 %, vuxna 15-64 år 67 %, och äldre över 65 år 9,0 %.